# Manfred Hartmann
Manfred Hartmann (* 6. Mai 1933 in Mühldorf am Inn) ist ein deutscher Bankdirektor.
Hartmann besuchte die Volksschule und das Gymnasium und verließ dieses mit der mittleren Reife. Er machte eine Ausbildung zum Bankkaufmann in München und eine weitere Ausbildung zum Verbandsprüfer in Bonn, die er mit dem Abschlussexamen beendete. In seinem Ausbildungsbetrieb war er daraufhin als Devisensachbearbeiter tätig. Beim Bayerischen Raiffeisenverband wurde er 1954 Prüfungsassistent, 1958 Verbandsprüfer und 1964 Organisationsberater und Bezirksanwalt für Schwaben, außerdem gehörte er dem Betriebsrat an und war deren Vorsitzender. Ebenfalls gehörte er dem Vorstand der Raiffeisenbank Oberstdorf-Sonthofen an, war von 1981 bis 1994 Vorsitzender und wechselte 1995 in den Aufsichtsrat. Von 1984 bis 1994 war er zudem Geschäftsführer der Raiffeisen-Immobilien- und Service. 1985 wurde er erster Vizepräsident des Bayerischen Raiffeisenverbands, der 1989 mit dem Bayerischen Genossenschaftsverband fusionierte und dadurch im Genossenschaftsverband Bayern aufging. 1993 wurde er Präsident des Bezirksverbandes Schwaben des Genossenschaftsverbands Bayern. Von 1990 bis zu seiner Auflösung gehörte er dem Bayerischen Senat an.